# Кафассо, Джузеппе
Джузе́ппе Кафа́ссо (итал. Giuseppe Cafasso), или святой Ио́сиф Кафа́ссо (лат. Ioseph Cafasso; 15 января 1811[…], Кастельнуово-Дон-Боско, Пьемонт — 23 июня 1860[…], Турин) — святой Римско-католической церкви, священник, преподаватель и ректор церковного интерната святого Франциска в Турине, занимался пастырской и благотворительной деятельностью, прежде всего среди заключённых и приговорённых к смертной казни.

## Биография

### Ранние годы и призвание
Джузеппе Кафассо родился в Кастельнуово д’Асти (ныне Кастельнуово Дон Боско) 15 января 1811 года. Он был третьим ребёнком из четырёх детей в семье крестьян Джованни Кафассо и Орсолы, урождённой Бельтрамо. Всю жизнь страдал из-за слабого здоровья. Он был невысокого роста, имел врождённый дефект позвоночника – правое плечо было чуть выше левого. Его физический недостаток был частым поводом для насмешек со стороны ровесников. Вместе с тем, в нём в раннем возрасте проявилось призвание к церковному служению.
В 1824 году родители определили его в среднюю школу в Кьери, где он освоил латынь. В 1826 году Джузеппе Кафассо продолжил образование в гражданском колледже в Кьери. Здесь он изучал философию. Спустя год ему позволили носить сутану во время служения в приходской церкви в Кастельнуово д’Асти. В течение двух последующих лет он также изучал теологию на дому у проректора, священника Бартоломео Дассано.
В 1830 году Джузеппе Кафассо был принят в семинарию в Турине. В том же году он получил тонзуру. С этого времени ему выплачивалось небольшое жалование, которое он полностью передавал неимущим жителям родного города. 21 сентября 1833 года в Турине Джузеппе Кафассо был рукоположен в сан священника.

### Служение
Мы рождены, чтобы любить, мы живём, чтобы любить, и мы умрём, чтобы любить ещё больше.
В январе 1834 года Джузеппе Кафассо был направлен в церковный интернат при церкви святого Франциска в Турине. Это учреждение было основано известным богословом, священником Луиджи Гвала для повышения пастырской подготовки клириков. В 1836 году в интернате ему было поручено ведение курса нравственного богословия. В своих лекциях он опирался на духовность и богословие святых Игнатия Лойолы, Альфонса Марии де Лигуори и Франциска Сальского. С 1844 года он исполнял обязанности помощника ректора. С 1849 года и до самой смерти был ректором церковного интерната и настоятелем церкви святого Франциска.
В скором времени заслужил признание у современников, даже у антиклерикалов, уважавших его за самоотверженное и бескорыстное пастырское служение. Большой популярностью в народе пользовались проповеди Джузеппе Кафассо. Еще большее признание он заслужил как опытный исповедник. Несколько часов в день он проводил в конфессионале. Джузеппе Кафассо был духовником филантропа Джулии Фаллетти ди Бароло, основательницы Конгрегации сестёр святой Анны. Значительное влияние его богословие оказало на одного из студентов церковного интерната — священника Джованни Боско, основателя Общества святого Франциска Сальского и Конгрегации дочерей Марии Помощницы христиан, которому он помогал не только духовно, но и материально поддерживал основанные им институты. Джузеппе Кафассо также поддерживал других основателей конгрегаций — священников Джованни Кокки, Франческо ди Фаа Бруно, Гаспаре Саккарелли, Пьетро Мерла, Франческо Боно, Клементе Маркизио, Лоренцо Принотти и Адольфо Барбериса. Оказал влияние на призвание племянника Джузеппе Алламано, ставшего автором его первой биографии.
Ещё одним полем деятельности Джузеппе Кафассо было служение заключённым в тюрьмах, особенно приговорённым к смертной казни. Он лично помог подготовиться и принял исповеди у шестидесяти восьми человек прямо на эшафоте. Иногда для этого ему приходилось совершать утомительные путешествия в другие города. Его прозвали «священником эшафота». Так, как приговорённых казнили сразу после получения отпущения грехов, его также называли священником «святых» висельников.
Несколько раз в неделю он посещал все четыре тюрьмы Турина, навещая «любимых друзей», так Джузеппе Кафассо называл заключённых. Он приносил им продукты, деньги и табак, принимал участие в решении их личных проблем. После этих визитов ему приходилось проходить дезинфекцию, чтобы избавиться от блох и вшей, которых он называл «прибылью священника».
Служение Джузеппе Кафассо пришлось на время роста патриотизма среди итальянцев, стремившихся к объединению в одно государство. На все попытки привлечь его к политической деятельности он отвечал отказом. Джузеппе Кафассо, по его признанию, не был патриотом, но был священником, и единственным делом священника признавал спасение душ.
Все средства, полученные им от благотворителей, он раздавал неимущим жителям города и монашеским институтам, занимавшимся социальным служением. Для жителей деревень, прибывавших в город на заработки и трудившихся рабочими, каменщиками и трубочистами, основал катехитические курсы. Здесь люди получали не только духовную помощь, но и материальную поддержку.
За несколько дней до смерти ему стало плохо в исповедальне. Перед смертью он ежедневно причащался. Джузеппе Кафассо умер в Турине 23 июня 1860 года. Причиной смерти стало осложнение от пневмонии и язвы желудка. Средства, полученные им накануне смерти от благотворителей, завещал служению Джузеппе Бенедетто Коттоленго. Проповедь на его похоронах при большом стечении народа произнёс Джованни Боско.

## Почитание

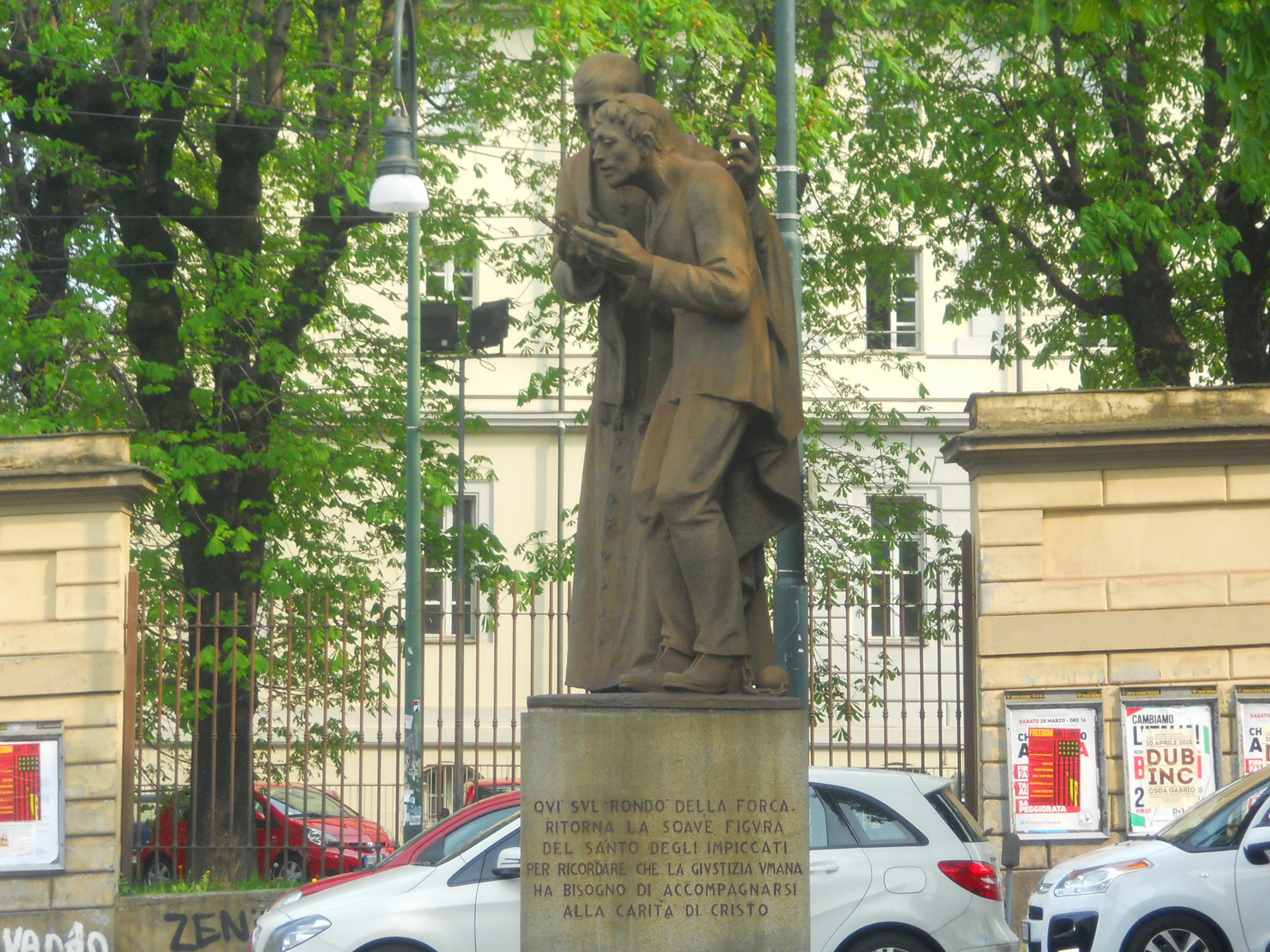
Памятник Джузеппе Кафассо в Турине

В 1896 году останки Джузеппе Кафассо с кладбища в Турине были перенесены в санктуарий Богоматери Утешительницы, куда в 1870 году с улицы святого Франциска был переведён церковный интернат. 27 февраля 1921 года Папа Бенедикт XV провозгласил его досточтимым.
Джузеппе Кафассо был беатифицирован 3 мая 1925 года Папой Пием XI. В том же году были опубликованы его сочинения по нравственному богословию.
Он был канонизирован Папой Пием XII 22 июня 1947 года. 23 сентября 1950 года в энциклике «Нашим разумом» (лат. Menti Nostrae) тот же Папа назвал его образцовым священником. Почитается покровителем тюремных капелланов и заключённых. Литургическая память ему совершается 23 июня.
В 1961 году в Турине на проспекте королевы Маргариты на гранитном пьедестале ему был установлен бронзовый памятник работы скульптора Вирджилио Ауданья. На этом месте до 1863 года проводились в исполнение смертные приговоры через повешение, и сюда Джузеппе Кафассо сопровождал приговорённых к смертной казни, утешая их до последней минуты.